# Comuna Vallø
Vallø (Vallø Kommune) a fost o comună din comitatul Roskilde Amt, Danemarca, care a existat între anii 1970-2006. Comuna avea o suprafață totală de 83,83 km² și o populație de 10.337 de locuitori (în 2005), iar din 2007 teritoriul său face parte din comuna Stevns.
1. ↑  Danske borgmestre 1970-2018 (PDF)